# Від щирого серця
«Від щирого серця» (угор. Tiszta szívvel) — угорський комедійний фільм, знятий Аттілою Тіллем. Світова прем'єра стрічки відбулась 2 липня 2016 року на Карловарському міжнародному кінофестивалі. Фільм розповідає про двох підлітків з обмеженими можливостями, які знайомляться з кілером-інвалідом, котрий кардинально змінює їхні життя.
Фільм був висунутий Угорщиною на премію «Оскар» за найкращий фільм іноземною мовою.

## У ролях
- Сабольч Туроці — Рупацов
- Злотан Феньвеші — Золіка
- Адам Фекете — Барба Папа
- Моніка Бальшаї — Зіта

## Визнання
| Нагороди та номінації фільму «Від щирого серця» | Нагороди та номінації фільму «Від щирого серця» | Нагороди та номінації фільму «Від щирого серця» | Нагороди та номінації фільму «Від щирого серця» | Нагороди та номінації фільму «Від щирого серця» | Нагороди та номінації фільму «Від щирого серця» |
| Рік                                             | Кінопремія / Кінофестиваль                      | Категорія / Нагорода                            | Номінант                                        | Результат                                       |                                                 |
| ----------------------------------------------- | ----------------------------------------------- | ----------------------------------------------- | ----------------------------------------------- | ----------------------------------------------- | ----------------------------------------------- |
| 2016                                            | Карловарський міжнародний кінофестиваль         | Найкращий фільм («East of West»)                | «Від щирого серця»                              | Номінація                                       |                                                 |